# Amara californica
Amara californica là một loài bọ cánh cứng trong chi Amara thuộc họ Carabidae.